# Martha Stewart
Martha Helen Stewart (Jersey City, 3 de agosto de 1941) é uma apresentadora de televisão e empresária norte-americana.

## Biografia

### Problemas com a justiça
Em Março de 2005, teve sua prisão decretada por envolvimento com fraude e outros possíveis crimes relacionados a investimentos na ImClone Systems, uma companhia de biotecnologia dirigida por um amigo.

### Programas de TV
Ela já comandou o programa de televisão O Aprendiz, numa versão americana, e atualmente mantém-se na apresentação do programa Martha Stewart Living (no Brasil em exibição pelo canal GNT e em Portugal pelo canal Casa Club).

### Fortuna
A sua fortuna é atualmente estimada em 638 milhões de dólares, com negócios nos mais variados ramos do comércio e entretenimento nos Estados Unidos.